# 난부정 (아오모리현)
난부정(일본어: 南部町)은 일본 아오모리현 산노헤군 중앙부에 있는 정이다.

## 지리
아오모리현 남동부, 산노헤군 동부에 위치한다. 남부에는 해발 615m의 나쿠이다케가 있고 정의 중심부를 마베치강이 동서로 횡단하듯이 흐르고 있다. 지형은 마베치강가는 평탄하지만 평지는 적고 구릉지대가 대부분을 차지한다.

## 역사
난부번의 발상지이다. 정내에는 난부씨와 관련된 사적이 다수 존재한다.
- 1889년 4월 1일 - 무카이촌, 헤라사키촌이 성립하였다.
- 1955년 4월 20일 - 무카이촌, 헤라사키촌이 합병해 난부촌이 되었다.
- 1959년 2월 11일 - 정으로 승격해 난부정이 되었다.
- 2006년 1월 1일 - 난부정, 나가와정, 후쿠치촌이 합병해 새로운 난부정이 성립하였다.

## 교통

### 철도
- 아오이모리 철도 아오이모리 철도선

### 도로
- 국도 4호선
- 국도 104호선

## 인구
| 연도 | 인구   | ±%     |
| ---- | ------ | ------ |
| 1920 | 18,317 | —      |
| 1930 | 20,440 | +11.6% |
| 1940 | 21,618 | +5.8%  |
| 1950 | 27,288 | +26.2% |
| 1960 | 27,196 | −0.3%  |
| 1970 | 24,997 | −8.1%  |
| 1980 | 24,495 | −2.0%  |
| 1990 | 23,383 | −4.5%  |
| 2000 | 22,596 | −3.4%  |
| 2010 | 19,840 | −12.2% |